# Meta Quest Pro
Meta Quest Pro（メタクエストプロ）は、Meta Platforms（旧称：Facebook,Inc.）のリアリティラボ部門が開発した複合現実（MR）ヘッドセット。

## 概要
2022年10月11日に初公開された本機は、ビジネスユーザーやエンスージアストのユーザーをターゲットとした、MRおよびVR（仮想現実）アプリケーション向けに設計されたハイエンドヘッドセットである。Meta Quest 2とは、パンケーキレンズを活用した薄型フォーム、MR用の高解像度カメラ、フェイストラッキングとアイトラッキングの実装、モーショントラッキングを内蔵した新型コントローラーによって差別化されている。
Quest Proの評価は賛否両論であり、批評家はディスプレイとコントローラを称賛する一方で、MRカメラの外観が粗いことや、ローンチ時のソフトウェアの有用性が限られていること、値段が高額であることを批判した。

## 開発
2021年10月のFacebook Connectに先立って （同月にFacebook, Inc.は「メタバース」関連技術の開発を強調するために「Meta」への社名変更を発表した）、CEOのマーク・ザッカーバーグとCTOのアンドリュー・ボスワースは、彼らがヘッドセットのプロトタイプを装着した画像を投稿し、ヘッドセットは「Retina級解像度」のディスプレイ（Appleの高解像度ディスプレイの商標を暗示）を搭載していると述べた。
本機は2022年10月のConnectにおいてMeta Quest Proとして正式発表され、10月26日に発売される。ザッカーバーグは記者に対し、「これは最高級のVRデバイスだ。VR愛好家、プロシューマー、仕事を成し遂げようとする人々のために、大いに役立つ」とし、Quest 2（主に消費者市場を対象にした製品）の販売も継続すると語った。ボスワースはQuest Proは「人々が今日VRで経験している既存の体験をより良いものにする」と述べた。計画されていた深度センサーはコストと重量の問題により最終製品からは除外された。

## 仕様

### ハードウェア
Quest Proは、他のVRヘッドセットというより、マイクロソフトのHoloLensなどのAR（拡張現実）ヘッドセットに似ており、レンズの筐体が薄く、ユーザーの周辺視野全体を遮らないバイザーのような形状をしている。また、Quest Proには「部分遮光ブロッカー」アクセサリが同梱されている（「フル遮光ブロッカー」アクセサリは別売り）。手動調整のレンズは瞳孔間距離（IPD）を55mm～77mmの間で調節でき、レンズと眼の間の距離も変更可能。Quest Proは解像度1800×1920（片目あたり）の量子ドットLCDを採用し、同じく新しく採用されたパンケーキレンズによりQuest 2と比較して筐体が40％薄くなった。Metaは、ディスプレイはQuest 2よりも広い色域に対応し、「ローカルディミング」を通じてコントラストが向上したと述べた。Quest Proのバッテリーは後頭部に搭載されており、Quest 2と比べてウェイトバランスが改善している。Metaは、バッテリーは1回の充電で1〜2時間持続すると評価している。
Quest ProのMR機能には、Questの低解像度のグレースケール（モノクロ）カメラとは対照的に高解像度のカラーカメラを使用している。ヘッドセットには主にアバターで使用するアイトラッキングとフェイストラッキングに使用される内部センサーも搭載している。Quest Proはクアルコム製のSoC「Qualcomm Snapdragon XR2+」を採用しており、Quest 2のSoC「Snapdragon XR2」と比べてパフォーマンスは50％伸びているという。
Quest Proでは、Questで使用されるOculus TouchコントローラーをアップデートしたSnapdragon 662搭載のTouch Proコントローラーを使用する。各コントローラーに内蔵された3つのセンサーにより、ヘッドセット (音響機器)とは無関係に3D空間の位置を追跡し、360度のフル可動域を実現している（旧モデルにあった赤外線センサーリング (ヘッドセットのカメラによるトラッキング) がなくなっている）。また、より広範囲に正確なフィードバックを提供する「TruTouchハプティクス」システムが搭載されている。コントローラーは、ヘッドセットの充電ドックを介して充電可能で、ピンチ操作用の新しい圧力センサーを搭載しており、ペン入力用にコントローラーの底部に取り付け可能なスタイラスペン先アクセサリが付属する。 Quest Proコントローラーは、既存のQuest 2ヘッドセットの追加アクセサリとしても販売される。

### ソフトウェア
Quest Proは、Horizon Workrooms (ユーザーが会議に参加し、仮想マルチモニター環境を使用してVRでコンピューターをリモート操作できる)、Painting VR、DJソフトウェアのTribe XRなどのソフトウェアのMR版を使用したメディア向けの新製品デモが行われた。
Metaは、Microsoft 365、Microsoft Teams、Windows 365などの生産性サービスがMeta Quest 2およびProで利用可能となるMicrosoftとの提携を発表した。この提携により、ユーザーがHorizon Workrooms経由でのTeams会議の参加、Microsoft 365アプリケーションの使用、Intune経由でのQuestデバイスの管理などを行えるようになる。

## 評価
Quest Proは賛否両論の評価を受けた。Ars Technicaは、デザインは「狭苦しい」感が少なく、「特に長時間の使用時に、これまでのQuestヘッドセットよりもはるかに安定しており、よりバランスが取れている」と述べたが、視野の狭さは、遮光アクセサリを付けずにヘッドセットを使用したときにより顕著だったと指摘した。 ディスプレイとレンズは、Quest 2よりもわずかに鮮明で、テキストのレンダリングが読みやすく、オフィスでの作業やWorkroomsでのリモートデスクトップ環境の使用により適していると説明した。MRカメラは粒子が粗くて「ぼやけて」見えるという理由で酷評した一方で、リリース時のアプリのMR機能の多くは「目新しい」と見なした。また、壁を自動的にマッピングするのではなく、部屋のセットアップを手動で行う必要があることでも批判した。結論として「しかし、現在の提示価格では、ただの深いFOMO感のためにお金に糸目をつけないばかげた予算を不明確なメタバースプロジェクトに割り当てるよう上司を説得した中堅幹部にのみQuest Proを推奨できる」とした。
The Vergeのアディ・ロバートソンは、このデバイスを「計画も目的もなくリリースされたようで、VRの長所をうまく活用せずに根強い欠点を強調し、取り返しのつかないほど悪いソフトウェアを追加した」と評した。新しいコントローラーは、以前のOculus Touchデザインよりもコンパクトであることと、充電式バッテリーを備えた充電ドックを賞賛した (ただし、標準の単3電池を使用していた以前のコントローラーよりもバッテリー寿命は短くなる)。Quest Proは、長時間の会議でヘッドセットを使用していると（エリートストラップアクセサリを付けたQuest 2と比較して）さらに気分が悪くなる「独特の曲がりくねった」ストラップシステム、「粒子の粗い」外観のディスプレイ、および「現実世界とは似ても似つかない」「ぼやけた」 パススルーのビジュアル、そして「限定的で特異な」フェイストラッキングを批判した。Workroomsアプリも、特にQuest Proの重要なセールスポイントの1つとして宣伝されていたソフトウェアの信頼性が低いと批判した。ロバートソンはQuest Proに5点中2点を与え、「技術的に革新的な機能を十分に紹介することができていない」と主張し、主流ユーザーは、Proからのハードウェア改良を組み込むであろうより低価格の最終的なQuest 3を待つことを提案した。